# Lac Thereau
Pour les articles homonymes, voir Thereau.
Le lac Thereau est un plan d'eau douce du versant Nord de la rivière Rupert, dans Eeyou Istchee Baie-James, dans la région administrative du Nord-du-Québec, dans la province de Québec, au Canada.
La foresterie constitue la principale activité économique du secteur; les activités récréotouristiques en second. Le bassin versant du lac Tetreau est desservi indirectement par la route forestière route 167 (sens nord-sud) passe à 110,9 km à l'est en passant à l'est du lac Mistassini et en remontant vers le nord le cours de la rivière Takwa.[réf. nécessaire]
La surface du lac Thereau est habituellement gelée de la fin octobre au début mai, toutefois la circulation sécuritaire sur la glace se fait généralement de la mi-novembre à la fin d'avril.[réf. nécessaire]

## Géographie
- côté nord: lac Michaux, lac Cubat, rivière Tichégami, rivière Eastmain, lac Marois, lac Gaudin, rivière Cauouatstacau;
- côté est: lac de la Butte de Roc, lac Comeau (rivière Rupert), rivière Wabissinane, lac Fromenteau (rivière Wabissinane), lac Baudeau, lac Woollett, rivière Neilson (rivière Pépeshquasati), lac Mistassini;
- côté sud: rivière Rupert, lac Bellinger, rivière Natastan, lac Larabel, lac Mesière, lac Bueil, lac Capichinatoune;
- côté ouest: lac Cawachagamite, rivière Eastmain, rivière Rupert[1].

Situé au nord-ouest du lac Mistassini, le lac Thereau est difforme dans le sens nord-sud. Ce lac comporte une superficie de 79,4 km2, une longueur de 11,5 km, une largeur maximale de 2,3 km et une altitude de 334 m.
Le lac Thereau comporte 20 îles, de nombreuses baies et presqu'îles. Les principales caractéristiques de ce lac sont (description selon le sens horaire à partir de l'embouchure):
- une baie étroite s'étirant 2,1 km vers le sud-ouest;
- une presqu'île rattachée à la rive nord-est, s'étirant sur 5,7 km vers le sud-ouest, formant une baie du côté Nord-Ouest laquelle reçoit la décharge provenant du lac Comeau (rivière Rupert);
- une baie s'étirant 2,4 km vers le nord. Cette baie reçoit quatre décharge de lacs non identifiés ou de ruisseau;
- deux décharges de lacs non identifiés se déversant sur la rive sud-est;
- une baie de forme complexe s'étirant sur 4,6 km vers le sud-ouest (soit en parallèle à la baie précédente), soit jusqu'à l'émissaire du lac. Cette baie comporte une baie secondaire s'étirant sur 3,1 km laquelle reçoit la décharge (venant du sud-ouest) d'un lac non identifié[1].

L'embouchure du lac Thereau est localisée au fond d'une baie de la rive Ouest du lac, soit à:
- 10,6 km à l'est du lac Cawachagamite;
- 7,7 km au nord du lac des Pygargues;
- 16,3 km au nord du lac des Pygargues lequel est traversé par la rivière Rupert;
- 85,8 km au nord-est de l'embouchure du lac Mesgouez lequel est traversé par la rivière Rupert;
- 56,3 km au nord-ouest de l'embouchure du lac Mistassini (confluence avec la rivière Rupert);
- 106 km au nord-ouest du centre du village de Mistissini (municipalité de village cri);
- 162,7 km au nord du centre-ville de Chibougamau;
- 330 km au nord-est de la confluence de la rivière Rupert et de la baie de Rupert[1]

À partir de l'embouchure du lac Thereau, la décharge coule sur 19,3 km vers le sud-ouest jusqu'au lac des Pygargues (altitude: sur 331 m) que le courant traverse à son tour sur 8,6 km vers le sud-ouest. Puis le courant coule sur 20,0 km en formant un grand S en traversant deux autres lacs avant de rejoindre la rive nord  de la rivière Rupert. De là, le courant de la rivière Rupert coule vers le sud-ouest, notamment en traversant le lac La Bardelière et le lac Mesgouez, en se dirigeant vers l'ouest jusqu'à la rive est de la baie James.

## Toponymie
Le terme "Thereau" constitue un patronyne de famille d'origine française.
Le toponyme "lac Thereau" a été officialisé le 5 décembre 1968 par la Commission de toponymie du Québec, soit à la création de la commission.